# Tabanus tenuis
Tabanus tenuis är en tvåvingeart som beskrevs av Schuurmans Stekhoven 1932. Tabanus tenuis ingår i släktet Tabanus och familjen bromsar. Inga underarter finns listade i Catalogue of Life.